# Ондога, Майкл
Майкл Ондога (англ. Michael Ondoga; ? — 1974) — угандийский военный и государственный деятель, министр иностранных дел Уганды (1973—1974).

## Биография
Происходил из уважаемой семьи, связанной с Кей Адроа — одной из жён авторитарного президента Иди Амина. Занимал пост посла Уганды в СССР. Имел воинское звание генерал-лейтенанта.
В начале 1973 г. был назначен на пост министра иностранных дел Уганды. В конце года, он, как это было распространено среди угандийской верхушки, занял заброшенный дом, принадлежавший изгнанной азиатской семье. Узнав об этом, диктатор Иди Амин пришел в ярость и приказал полицейским и военным вышвырнуть главу МИД из занятого им дома. С тех пор он мог чувствовать себя в безопасности лишь в окружении друзей. В ходе заседания кабинета министров в феврале 1974 г. глава государства обвинил министра в использовании личных телохранителей. После заседания на церемонии вручения дипломов в Университете Макерере Амин неожиданно объявил о назначении нового министра — принцессы традиционного королевства Торо Элизабет Багайя, имевшей статус чрезвычайного посла. По слухам, и Ондога, и Амин интересовались ей, что также могло послужить поводом для устранения диктатором конкурента.
После этого дни бывшего министра были сочтены. Когда четыре недели спустя он забирал дочь из школы на окраине Накасеро, то подъехала машина, из которой выскочили четверо мужчин: неизвестные боевики и телохранитель Амина по имени Хасан. Они начали избивать политика на глазах его ребенка, учителей и родителей. Затем его затолкнули в машину и на следующий день в реке было найдено его тело.
По мнению доктора Кроудена, производившего вскрытие тела, бывший министр был зарезан и расстрелян, его ребра были сломаны.
Официально начатое расследование не дало никаких результатов в поиске виновных. Иди Амин попытался опровергнуть циркулирующие слухи о своей причастности к убийстве Ондонги, представив официальную версию событий, согласно которой бывшего министра якобы похитили и убили «империалистические агенты». Кей Адроа не приняла эту версию, поэтому Амин приказал убить и свою супругу.